# Ураево-Магазь
Ура́ево-Мага́зь (чув. Урай Макаç) — деревня в Чебоксарском районе Чувашской Республики. Входит в состав Атлашевского сельского поселения.

## География
Находится в северной части Чувашии на расстоянии приблизительно 11 км на восток по прямой от районного центра посёлка Кугеси.

## История
Известна с 1719 года как две деревни: Первое Ураево (30 дворов и 105 мужчин) и Второе Ураево (4 двора, 18 мужчин). В 1795 году был учтен 51 двор, 314 жителей (Первое Ураево), 10 дворов и 64 жителя (Второе Ураево). В 1897 году было 115 и 345 жителей соответственно, в 1926 77 дворов и 345 жителей, (Первое Ураево-Магазь) и 25 дворов, 102 жителя (Второе Ураево-Магазь). В 1939 году учтено 371 житель и 274 соответственно, в 1940 году деревни были объединены. В 1979 году учтено было 177 жителей. В 2002 году было 68 дворов, 2010 — 54 домохозяйства. В период коллективизации был организован колхоз «Стрела», в 2010 году действовал СХК «Атлашевский».

## Население
Постоянное население составляло 110 человека (чуваши 92 %) в 2002 году, 145 в 2010.
| 2010 | 2012 |
| ---- | ---- |
| 145  | ↗177 |